# Carnival Vista
Carnival Vista je brod za krstarenje u vlasništvu Carnival Cruise Linea. Vodeći je brod svoje klaseVista zajedno s Carnival Horizon, Carnival Panorama, te Costa Venezia i Costa Firenze u vlasništvu Costa Crociere.